# حوزه انتخابیه اندیمشک
حوزهٔ انتخاباتی اندیمشک یکی از حوزه‌های استان خوزستان برای انتخابات مجلس شورای اسلامی است. این حوزه به مرکزیت اندیمشک ۱ نماینده دارد.

## نمایندگان
در پنج دوره ابتدایی مجلس حوزه شوش و اندیمشک یک نماینده مشترک در مجلس داشتند.

### دوره اول
1. سید محمد کاظم دانش
2. رسول منتجب‌ نیا(میان دوره‌ای)

### دوره دوم
1. ميرمرتضى موسوى‌ابره‏بكوه

### دوره سوم
1. حسن رضایی

### دوره چهارم
1. سید جاسم ساعدی

### دوره پنجم
1. سید جاسم ساعدی

### دوره ششم
1. فریدون حسنوند

### دوره هفتم
1. فریدون حسنوند

### دوره هشتم
1. فریدون حسنوند

### دوره نهم
1. صید عیسی دارایی

### دوره دهم
1. فریدون حسنوند

### دوره یازدهم
1. فریدون حسنوند

### دوره دوازدهم
1. جهانبخش قلاوند

## پی‌نوشت و منبع
1. ↑  «لیست کامل نمایندگان خوزستان در سالهای پس از انقلاب».[پیوند مرده]

- «جدول حوزه‌های انتخابیه در انتخابات نهمین دورهٔ مجلس شورای اسلامی» (PDF). مرکز پژوهش و سنجش افکار صدا و سیما. بایگانی‌شده از اصلی (PDF) در ۵ اكتبر ۲۰۱۸. دریافت‌شده در ۲۱ مارس ۲۰۱۶. تاریخ وارد شده در |archive-date= را بررسی کنید (کمک)